# Corydalis dajingensis
Corydalis dajingensis är en vallmoväxtart som beskrevs av Cheng Yih Wu och T.Y. Shu. Corydalis dajingensis ingår i släktet nunneörter, och familjen vallmoväxter. Inga underarter finns listade i Catalogue of Life.